# Remigio dei Girolami
Remigio dei Girolami (1247 – 1319) è stato un frate domenicano di Santa Maria Novella a Firenze, discepolo a Parigi di Tommaso d'Aquino, contemporaneo di Dante Alighieri.
Fu lettore nello Studio di Santa Maria Novella. Pronunciò i suoi sermoni in vari momenti della vita politica di Firenze. Oggi la critica sembra concorde nel rinvenire una certa influenza delle opere di Remigio nel pensiero dantesco. Definito da Ernst Kantorowicz ne I due corpi del re "curioso protoegheliano tomista", per le sue oltranziste tesi politiche, è sepolto nella chiesa Santa Maria Novella.